# Ghetto Fabolous
Ghetto Fabolous é o primeiro álbum de estúdio do rapper americano Fabolous. O álbum foi lançado em 11 de setembro de 2001, recebeu críticas mistas e foi um sucesso comercial. Atingiu o 4º lugar na Billboard 200 dos EUA com 143.180 cópias vendidas e teve três singles. O primeiro desses singles é "Can't Deny It" com participação de Nate Dogg que altera as letras de "Ambitionz Az a Ridah", de Tupac Shakur. Chegou em #25. Os outros singles gráficos são "Young'n (Holla Back)" que ficou em #33 e "Trade It All" com participação de Jagged Edge que ficou em #20.
O álbum vendeu mais de 1,05 milhão de cópias até 2003, como relatou a Billboard, e foi certificado com disco de platina em 6 de fevereiro de 2003 pela RIAA.

## Desempenho
| Paradas (2001)                          | Melhor Posição |
| --------------------------------------- | -------------- |
| Estados Unidos (Billboard 200)          | 4              |
| Estados Unidos (Top R&B/Hip Hop Albums) | 2              |